# Baator
Baator, conhecido também como Os Nove Infernos de Baator ou Nove Infernos, é, no jogo de RPG Dungeons & Dragons, um plano da existência de tendência leal e mau (Lawful-Evil). É um dos Planos exteriores  baseados nas tendências essa peça do formulário da cosmologia padrão de Dungeon & Dragons (D&D), usado no Planescape, Greyhawk e algumas edições do Forgotten Realms. Existe também como um de um número de planos exteriores baseados em fés que peça do formulário da Terceira Edição separado da Cosmologia de Forgotten Realms, usado no ajuste do mesmo nome.
Baator é um plano de maldade sinistra e cruel. Os tipos diferentes de diabos que moram aqui obedecem uma estrita hierárquia de castas como a estrutura social. Cada um tenta continuamente avançar sua posição traindo e enganando. Ao contrário dos demônios do Abismo, os diabos são altamente organizados, com natureza lógica e calculista.
O plano próprio é composto de nove camadas diferentes, cada qual não se diferir nada menos que um ambiente hostil e terrível, incluindo planícies estéreis de cinzas e pedra até desertos gélidos e sem fim.

## Habitantes
Os habitantes principais de Baator são diabos, criaturas demoníacas de maldade e lei pura; a mais populosa variedade de diabos são os baatezu, uma raça que governa o plano com eficácia. Os diabos estão em um conflito constante conhecido como A Guerra do sangue com demônios caóticos e maus. Os maiores líderes de Baator são Senhores dos nove, chamados também Arqidiabos ou Arquiduques; cada um governa absoluto sobre cada camada. O clima político atual de Baator foi determinado por uma guerra civil conhecida como Cômputo do inferno.
Além dos diabos, Baator é casa de deidades malignas como Tiamat e Kurtulmak, assim como os cães infernais, gigantes de fogo, rakshasas, e outras criaturas do mal. Alguns mortalis vivem em fortalezas bem defendidas em Baator.
Baator é povoado também por diversos tipos de prisioneiros. Estes têm forma de fantasmas que podem ser moldados pelos diabos em formas cada vez mais horríveis e agonizantes; finalmente, sua destruição resulta em sua essência se fundindo com a de Baator. Os prisioneiros especialmente maus transformam-se os lemures, criaturas negligentes feitos de carne derretida que servem como tropas de choque na guerra do sangue e também como empregados básicos a outros diabos.
Na cosmologia da Quarta edição, os Nove Infernos ainda são assombrados pelos demônios. No entanto, Asmodeus é a única divindade do mal que habita em Baator (Tiamat divide o Domínio do Tytherion com Zehir), e os outros Baatorianos antigos não existem mais, já que os diabos têm habitado Baator antes de sua queda.

## Estrutura
Baator é um plano infinito, consistindo em nove camadas ou planos Secundários, arrumado em uma ordem descendente, uma inversão da montanha ascendente do Monte Celéstia.
Na cosmologia padrão de D&D, a primeira camada de Baator, Avernus, compartilha fronteiras com os planos vizinhos, o Campo de Batalha Infernal do Aqueronte e A Eternidade Desolada de Gehenna; o curso é possível entre Baator e estes planos em determinadas posições.
Na cosmologia de Forgotten Realms, Baator liga-se através do Plano Astral, a Toril, Plano material principal. Um número portais o conecta diretamente com As Terras Áridas de Condenação e Desespero, Clangor, e o Desfiladeiro de sangue.
As camadas de Baator são configuradas como um cone, com cada camada mais abaixo do que a outra, ao contrário do Planos superiores do alinhamento bom, aonde quem vai mais alto entra em mais fundo no plano.

## Camadas
Baator têm nove camadas:

### Avernus
A primeira camada, Avernus, é uma vasta região árida de planícies de pedra onde as torres do ferro dos duques do inferno estão. Legiões de diabos marcham através das planícies, continuamente em prontidão para a próxima batalha na Guerra do sangue. Uma luz vermelha permeia o céu e enormes bolas de fogo voam pela camada, explodindo aleatoriamente onde quer que se choquem.
O Rio Estige flui através dessa camada, como o Rio apropriadamente chamado de Rio de Sangue. Do portal de Ribcage, a estação mais próxima é a cidade em ruínas de Darkspine, onde os refugiados tentam desesperadamente fugir das garras dos Baatezu, tentando remover o mal do lugar, para assim, mudar espiritualmente a cidade para as Terras Exteriores.
A Cidadela de bronze é uma enorme cidade-fortaleza, abrigando números maciços de tropas de diabos e de máquinas da guerra. Lorde Bel, anteriormente um poderoso diabo menor, até de sua ascensão ao status nobre, é o atual líder do Avernus. traiu a líder anterior, Zariel, para obter a posição. Reside em uma fortaleza pessoal no centro do Cidadela de bronze.
A maior parte dos condutos astrais em Baator levam ao Poço dos Vermes, um mar de larvas infernais. Tiamat, a deusa-dragão de cinco cabeças, vigia o caminho para a próxima camada, tendo com ela servos dracônicos e abisais. Perto existe o Pilar de caveiras, um hediondo marco de "troféus", são crânios dos demônios mortos na Guerra do Sangue que atinge uma altura de mais de um quilômetro.

### Dis
A segunda camada, Dis, é tanto uma camada quanto uma cidade ardente de ferro, conhecida como a Cidade de Ferro de Dis. As paredes dos edifícios irradiam calor extremo, assim como as pedras das ruas; o mais breve contato com a pele resulta em queimaduras graves. O arquiduque Dispater reina em Dis na Torre de Ferro, uma fortaleza inexpugnável, que atinge incríveis alturas e pode ser vista em toda parte na Dis (literalmente, ao olhar para qualquer direção no horizonte, se pode ver a torre de ferro).
Uma característica notável do Dis é a Rua dos Deuses, um lugar cheio de prédios que são realmente os reinos de várias divindades lícitas do mal que não tiveram fiéis o suficiente para ganhar um reino em outra camada de Baator ou outro plano.
Embora a cidade de ferro de Dis tenha muralhas, ela parece ser infinita, já que cobre quase toda a camada. com as muralhas de ferro ao redor de tudo o que pode ser visto. Assim, é muito mais fácil de entrar na Cidade de Ferro do que de sair. para fugir, é preciso passar pelos portões da cidade fortemente vigiados.
As paredes de ferro e ruas da cidade exalam fumaça de intenso calor, queimando aqueles que tocá-las sem proteção. Abishai, Erínias, Spinagons e Lemures são comuns - assim como as almas prisioneiras, os peticionários que mantém suas formas e lembranças humanoides, melhor para que o arquiduque Dispater os atormente. Bezekira, kocrachons, rakshasas e hamatulas também são encontrados lotando as ruas de Dis.
O edifício mais proeminente na Cidade de Ferro é a Torre de Ferro e Chumbo de Dispater, um edifício arranha-céus que muda de forma constantemente. As ruas também estão em constante deslocamento, sendo constantemente reconstruídas pelos peticionários.
Apesar de tudo isso, Dis é a cidade mais populosa e rica em Baator, cheia de viajantes planres de todos os tipos que vêm para experimentar as aterrorizantes delícias da cidade.

### Minauros
A terceira camada de Minauros é um lamaçal sem fim de poluição vil. O clima em Minauros consiste em chuva ácida, granizo, e ventos ásperos. A maior parte da camada é um vasto pântano sombrio de solo podre e sujo, cheio de cadáveres e poças de água. Através da névoa escura, freqüentemente se encontra inúmeras carcaças absorvendo a chuva imunda. Outra característica horrível dessas terras são as "células". Estas são grandes covas rasas, de uma profundidade de dois ou três pés com água. Correntes e algemas de bronze e ferro estão ligados a grandes pedras que se encontram na parte inferior das células, onde os intrusos e outros capturados pelo farpado Mammon sentinelas diabo será mantido. Os prisioneiros acorrentados são forçados a ficar de pé ou sentar-se no frio, a água fétida até morrerem de fome ou de exposição, a menos que sejam levados para a tortura ou a primeiro interrogatório. Fortunate prisioneiros escapam, embora ocasionalmente os demônios farpado permitirá um prisioneiro a escapar, a fim de caçá-lo para o esporte.

## História da publicação
O plano conhecido como "Nine Hells" foi mencionado pela primeira vez pelo nome no artigo "Planes: The Concepts of Spatial, Temporal and Physical Relationships in D&D" (Planos: os conceitos de relações espaciais, temporais e físicas em D & D"), da Dragon Magazine º 8, lançado em julho de 1977. No artigo Gary Gygax descreve o plano como um dos "planos inferiores típicos". O plano foi mencionado novamente em um apêndice dos planos conhecidos da existência, no original (1 ª edição) AD & D Players Handbook, punblicado em junho de 1978, quando foi descrito como  "The Nine Hells of absolute lawful evil".